# Rubus wardii
Rubus wardii är en rosväxtart som beskrevs av Elmer Drew Merrill. Rubus wardii ingår i släktet rubusar, och familjen rosväxter. Inga underarter finns listade i Catalogue of Life.